# Szabolcs Huszti
Szabilcs Huszti, född den 18 april 1983 i Miskolc, är en ungersk fotbollsspelare som spelar för Fehérvár.

## Karriär
Szabolcs Huszti inledde sin professionella karriär i den ungerska klubben Ferencváros. I december 2003 lånades han ut till FC Sopron, där han stannade i ett halvår. Han kallades sedan tillbaka till sin moderklubb inför säsongen 2004–2005, där han började starkt och gjorde mål vid sin återkomst mot Győr och etablerade sig som en av de ordinarie spelarna.
Husztis tid i sitt hemland varade bara i en säsong. Trots intresse från både Rangers FC och West Bromwich Albion, såldes han slutligen till FC Metz i franska Ligue 1 sommaren 2005. Hans nya klubb hade dock en svår säsong för att man länge låg på nedflyttningsplats. Han flyttade sedan till tyska Bundesliga och klubben Hannover 96. Han debuterade i klubben den 30 augusti 2006, mot Werder Bremen. Den 1 februari 2009 flyttade han till ryska klubben Zenit Sankt Petersburg för att ersätta Andrej Arsjavin.